# FLY (gruppo musicale)
FLY è un trio jazz formato dal batterista Jeff Ballard, dal contrabbassista Larry Grenadier e dal sassofonista Mark Turner.

## Discografia
- Fly (2004), Savoy Jazz
- Sky & Country (2009), ECM
- Year of the Snake (2012), ECM